# Edward Jarczyński
Edward Jarczyński (ur. 29 grudnia 1919, zm. 27 maja 1989 w Poznaniu) – polski koszykarz, mistrz i reprezentant Polski.
Był zawodnikiem Kolejarskiego Klubu Sportowego Poznań (następnie ZZK i Kolejarz Poznań, z którym zdobył mistrzostwo Polski w 1946, 1949, 1950 brązowy medal mistrzostw Polski w 1947 i wicemistrzostwo Polski w 1948 i 1950. Karierę zakończył w 1953.
W reprezentacji Polski wystąpił w latach 1946–1949 30 razy, m.in. na mistrzostwach Europy w 1946 (9. miejsce) i 1947 (6. miejsce).